# 甲府西武

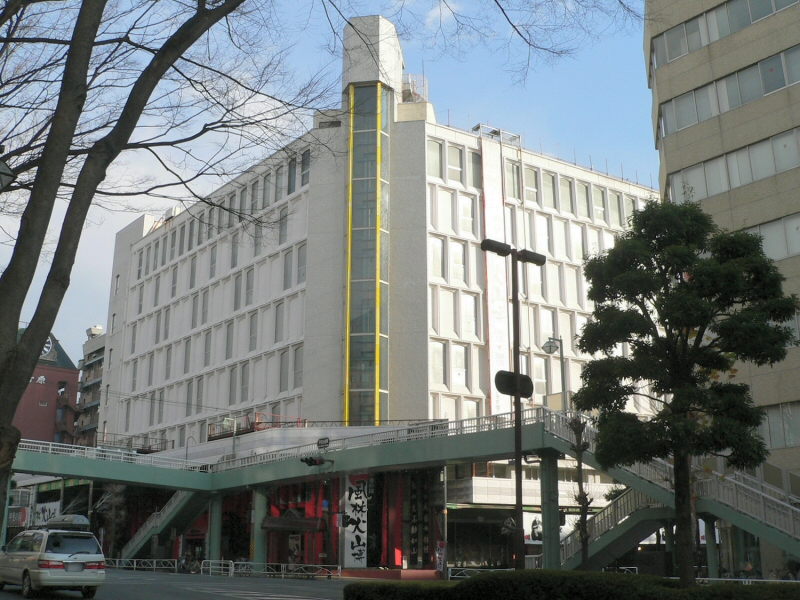
旧・甲府西武建物（現存せず）

甲府西武（こうふせいぶ）とは、山梨県甲府市にかつて存在した百貨店である。本項では前身の「中込百貨店」についても述べる。

## 概要

### 中込百貨店
中込良が甲府市橘町（現在の甲府市丸の内）に創業した中込呉服店が発祥。戦前は駅前通りの入口の東側角地の場所に2階建コンクリート造のモダンな建物を構えていたが、1945年（昭和20年）7月の甲府空襲で全焼。その後1948年（昭和23年）、株式会社中込百貨店に改組。1951年（昭和26年）に山梨県庁舎の南側に木造店舗を建設し、百貨店として本格的な営業を開始した。
商圏内には既に岡島百貨店のほか、1954年（昭和29年）に甲府松菱（その後山交百貨店）が開業、さらに1958年（昭和33年）には荻野商店が「オギノ」としてスーパーマーケット業に転換し、既存の商店街とともに客の奪い合いとなった。中込百貨店は核となる百貨店をはじめ、12ものスーパーマーケット「なかごみ」など3社を運営するなど多角化を進めるが、無理な経営が祟り、この頃から資金繰りが悪化する。また、1969年（昭和44年）5月には創業者の中込良が病気で倒れ、代わって1973年（昭和48年）には中込亨が社長に就任した（中込良は1974年4月に死去）。
打開策として従来の木造建物を解体し、1973年（昭和48年）3月に総工費25億円をかけ、地上8階・地下3階、3階建て展望台にガラス張りのエレベーターを完備した新店舗「アーバンなかごみ」としてリニューアルオープン。1974年（昭和49年）には県外資本のダイエーの進出に先駆け、7月には西武流通グループ（後のセゾングループ）の中核会社・西友ストアー（西友）と提携し、15億円の融資を受けた上で、西友80%、中込20%の出資で株式会社中込西友を設立。アーバンなかごみの建物を借りる形で運営した。しかし第1次オイルショックがとどめを刺し、1975年（昭和50年）3月7日に株式会社中込百貨店含む3社が会社更生法適用を申請し経営破綻。負債総額は38億円。
その後中込百貨店は、運営していたスーパーの全店舗を閉店させるなど段階的な事業縮小と人員整理を繰り返し、1979年（昭和54年）10月2日には株式会社中込百貨店を存続会社として3社が合併。1960年（昭和35年）11月に設立された株式会社中込百貨店不動産部の事業を継承した株式会社なかごみに社名変更した。

### 甲府西武
アーバンなかごみの跡地は、中込西友甲府店（西友中込店）として営業を再開させ、1979年（昭和54年）3月には中込西友から西友へ営業譲渡され、西友甲府西武店（甲府西武）として開店した。
売場面積19,222m2と、当時の山梨県の商業施設としては規模が大きく、西武百貨店のカタログを取り揃え、無印良品（のちに良品計画として独立）が入店するなどセゾンブランドをふんだんに活かしていた。また、甲府西武の開店は既存店舗に刺激を与え、増床したばかりの岡島百貨店がさらなる増床計画をたてたほか、山交百貨店が一時閉鎖して改築を行なったり、オギノが本部を移転してファッションビルに転換、ダイエー甲府店もディスカウントストア・トポスに業態転換するなど影響を与えている。
バブル景気の波にも乗り売上げは順調であったが、バブル崩壊による不況到来と同時に郊外にショッピングセンターが相次いで開業すると次第に売上げが低下。平和通りに隣接する好立地を何とか生かそうとGMS業態のリヴィンへの転換も模索したものの、慢性的駐車場不足であることと県庁舎施設に囲まれて拡張や増床ができないという悪条件が重なり、1998年（平成10年）2月15日をもって閉店。中込呉服店創業以来の歴史に幕を下ろした。

### 影響とその後
甲府西武の南側に位置する甲府中央商店街は駅からやや離れており、甲府西武は近くにあったトポス甲府店と合わせ駅と商店街を結ぶ建物でもあったが、甲府西武に続きトポス甲府店も翌1999年（平成11年）に閉鎖したことでその流れが断ち切れてしまい、中心部の空洞化を決定付ける要因となってしまった。この頃から中央商店街はシャッターを降ろす店が増え、さらに大規模小売店舗法に代わり大規模小売店舗立地法が成立し、商業調整が除外されたことでユニーやイトーヨーカ堂の相次ぐ郊外進出が起き、東京へのストロー効果の影響もあり中央商店街の多くがシャッター通りとなっている。
甲府西武閉店後は山梨県が土地を買収し、新庁舎建設の計画を立てたが失われた10年の影響による税収減や既存庁舎の耐震工事化への方針転換により建物を取り壊さず一部をパスポートセンターやジョブカフェ、展示場などに改装し、県の情報施設山梨県民情報プラザとしてオープンした。この時上層階および地下2階以下は改装されず閉鎖となり、またコスト抑制からアーバンなかごみ時代からのガラス張りのエレベーターは使用停止となった。2007年（平成19年）には大河ドラマ『風林火山』のタイアップイベントである「風林火山博」の会場として使用されている。
しかし、築30年以上が経過し老朽化が進行したことと山梨県庁舎の集約化を目的に情報プラザの場所に新庁舎を建てることが決定し、2009年（平成21年）度中に建物は閉鎖され、その後解体された。現在跡地は山梨県庁防災新館となっている。